# Palomino (La Guajira)
Palomino es un centro poblado bajo la jurisdicción del municipio de Dibulla, en La Guajira, Colombia. Según el censo de 2018, tiene una población de 2547 habitantes.

## Etimología
Lleva su nombre por el río homónimo que lo rodea, a su vez designado en honor del maestre de campo de Bastidas y fundador de Santa Marta, Rodrigo Álvarez Palomino.

## Contexto geográfico
Está ubicado sobre la Transversal del Caribe, a orillas del río Palomino, cerca de la costa del mar Caribe. Es el punto limítrofe entre La Guajira y Magdalena. Dista 26 km de la cabecera municipal de Dibulla, 90 kilómetros de Riohacha y 72 km de Santa Marta.
Limita al norte con el mar Caribe, al sur con la Sierra Nevada de Santa Marta, al oriente con Río Ancho y al occidente con el río Palomino y el departamento de Magdalena.

## Historia
Fue corregimiento del municipio de Riohacha hasta el 5 de diciembre de 1995, cuando a través de la Ordenanza N.º 030 de la Asamblea Departamental de la Guajira se constituye el Municipio de Dibulla, pasando a formar parte de este.

## Clima
Palomino tiene un clima tropical húmedo, con temperaturas promedio de 24 °C (75.2 °F) y la precipitación de 2000 a 4000 mm (78 a 157 pulgadas) a lo largo del año. Mientras que la temperatura es relativamente constante durante todo el año, las condiciones meteorológicas son irregulares y variables debido a su proximidad a la selva y la cercanía al mar Caribe. Palomino constantemente sufre de inundaciones por los efectos de las bandas espirales de los huracanes.

## Economía

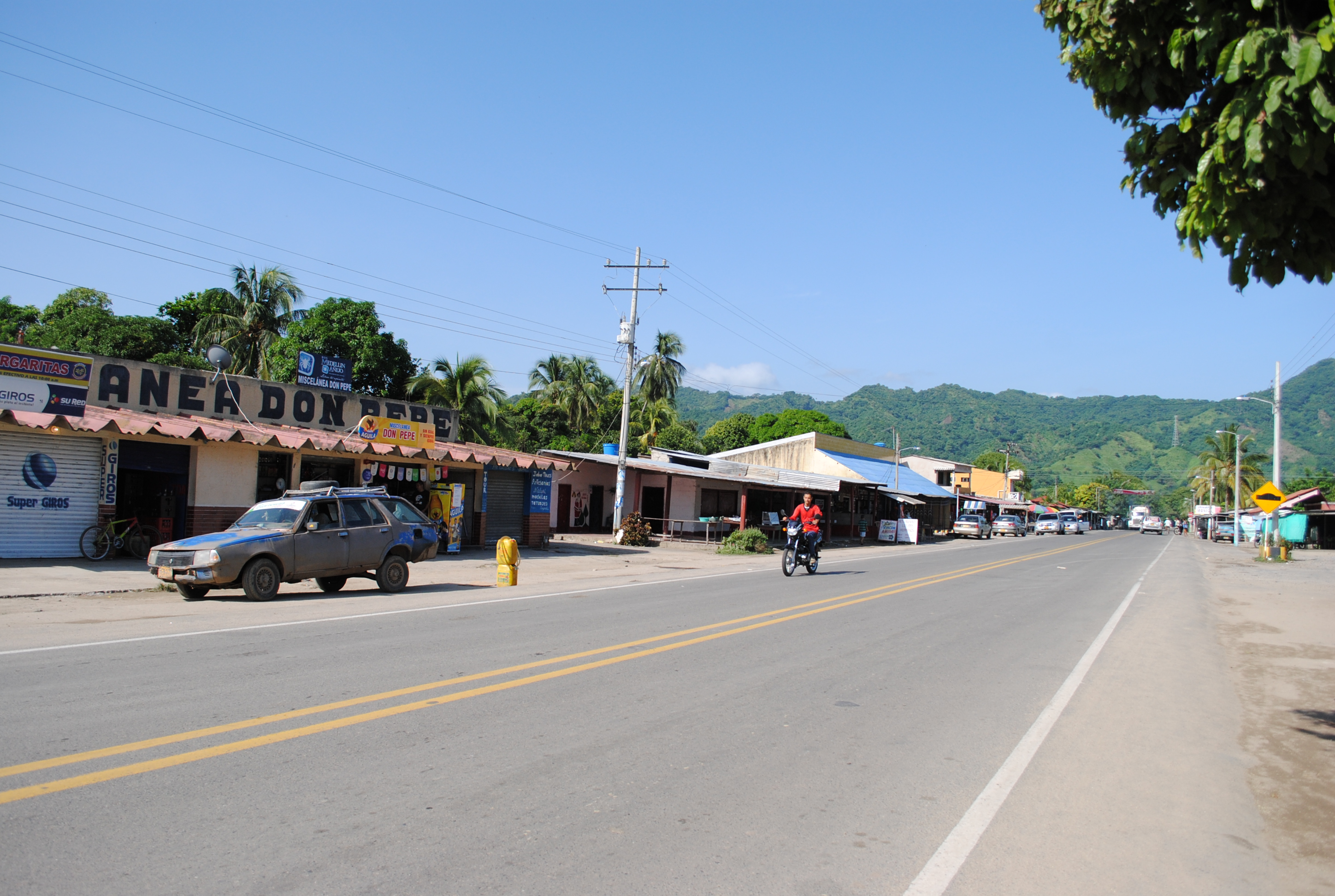
Troncal del Caribe a la altura de Palomino

La mayor parte de la población (el 80%) son pequeños productores dedicados a la agricultura, la pesca artesanal y la ganadería.
Agricultura
Se cultiva principalmente plátano, yuca, ñame, maíz y mango en un área de 260 hectáreas. También se cultiva malanga, ahuyama, naranja y cacao. Muy pocos productos se cultivan para su venta comercial. 
Pesca

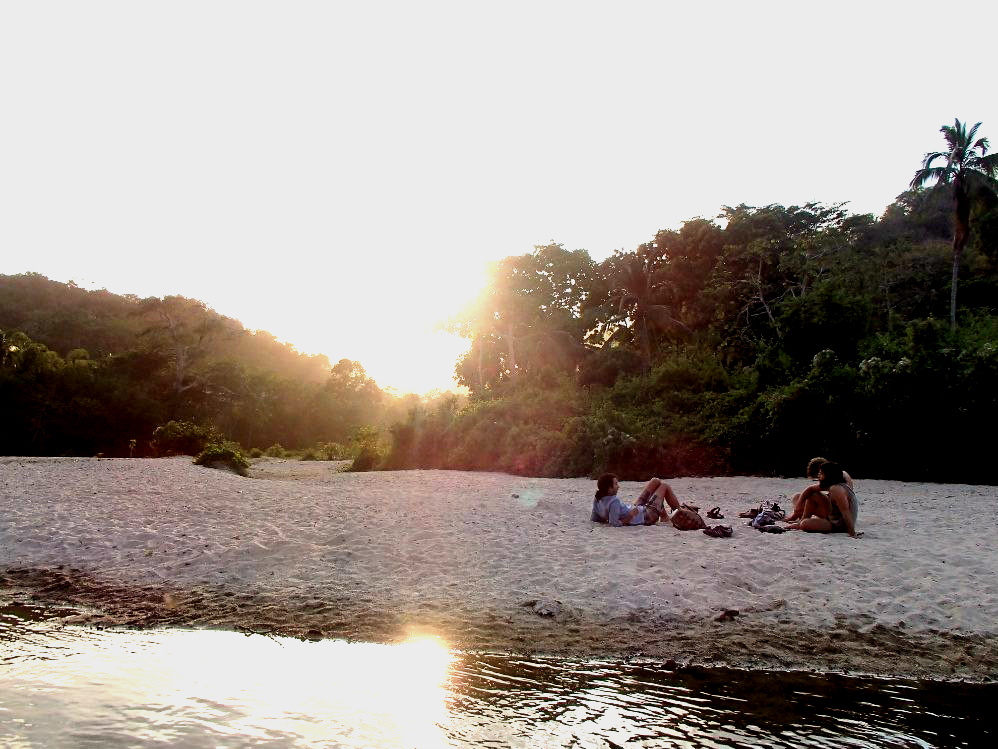
Río Palomino

La pesca se da de manera popular, pero no es la principal actividad económica de Palomino. Según el INPA (Instituto Nacional de Pesca y Acuicultura), la actividad de pesca artesanal en los municipios costeros del departamento de la Guajira, en el año 2000, el número de pescadores de la zona era de 0,4% de la población total, produciendo 99,9 toneladas anuales. Los peces locales son pargo, mero, corvina, jurel, dulcina, ronco, barbul, sable, medregal, macarela, corvina y pez sierra, entre otros.
Ganadería
En Palomino, se cría ganado de leche y carne. Parte de la población ha sobrevivido por el pastoreo caprino. La producción de pasto para el ganado sufre por el impredecible clima del Caribe. 
La educación tecnológica y la ejecución es baja ya que hay una falta de uso de fertilizantes (orgánicos y químicos) y las vacunas para prevenir enfermedades entre el ganado son casi inexistentes. Esto hace que los bajos niveles de producción y generación de ingresos por lo tanto sean bajos.
Artesanías
Los artesanos elaboran esculturas de piedra, figurillas arqueológicas de cerámica, sombreros de paja con patrones tradicionales, abanicos, cestas, figuras de animales hechas con coco, reliquias religiosas, y herramientas de trabajo hecho con cuernos de toro.

## Turismo
Palomino atrae gran cantidad de turistas, tanto nacionales como extranjeros, debido a sus paisajes, su selva exótica y por la tranquilidad que se logra obtener dentro del mismo. Posee gran biodiversidad y varias playas. Cuenta con la desembocadura del río palomino. Palomino se encuentra cerca de la entrada a Parque nacional Sierra Nevada, cerca del Resguardo Indígena, o zona de reserva india. 

## Problemáticas
Palomino ha sufrido durante mucho tiempo con la crisis de derechos humanos, la pérdida de la identidad cultural, la intolerancia, la discriminación racial, la falta de políticas claras del medio ambiente, la desaparición de la fauna y la flora, la ineficiencia y la corrupción del gobierno, el abandono de las autoridades e instituciones, y peor aún la pérdida de confianza en la resolución de los conflictos y los problemas que aquejan a los habitantes. La combinación de todos estos problemas junto con el hecho de que la pobreza es muy transmiten de una generación a otra es el principal obstáculo para el desarrollo rural sostenible de la ciudad. La inhibición de su progreso es la falta de acceso a los servicios sociales, educación y formación profesional.
En el pasado la ciudad se ha utilizado como un campo de batalla de las bandas rivales de narcotraficantes, las FARC y grupos insurgentes al margen de la ley. En los últimos años, inspirado por el enfoque agresivo del Gobierno para luchar contra la guerra de guerrillas, la comunidad de Palomino está tratando de llevar la paz a su pueblo, restablecer el turismo y mejorar el estilo de vida de las generaciones futuras.

## Arquitectura
El trazado urbano es similar a la disposición de muchas ciudades del Caribe colombiano, establecidas en una cuadrícula ortogonal alrededor de una plaza central. Edificios como la iglesia católica, una escuela, una comisaría y un centro de salud se encuentran alrededor de la plaza del pueblo. 
Las primeras casas fueron viviendas unifamiliares de madera y cubiertas con un techo de hojas de palma. Con el tiempo cambiaron y fueron construidas con cemento y ladrillo. Hoy hay pocas casas construidas con madera. La construcción de la Troncal del Caribe desorganizó el trazado urbano original y la ciudad comienza a crecer a lo largo de la autopista en los '80s.
Las primeras casas modernas comenzaron a surgir entre 1940 y 1950, cuando los pescadores se iniciaron de manera informal que ocupa un territorio previamente habitado por koguis. La carretera divide el pueblo en dos, con las nuevas viviendas construidas cerca de la carretera y la montaña. Más viviendas situadas cerca del mar crean una segregación del espacio. 
Durante los años 1990 barrios informales surgen habitadas por familias desplazadas que se asientan en las zonas bajo el nivel del mar, constantemente inundado, sin acceso a la calle y no tienen acceso a los servicios públicos. El estilo arquitectónico de Palomino se caracteriza por pequeñas casas de una planta en pequeños lotes de tierra, profunda y estrecha con un patio.

## Instituciones educativas
El centro poblado cuenta con una institución educativa de la modalidad académica.